# Condições de fronteira periódicas

Condições de fronteira periódicas em 2D.

Condições de fronteira periódicas (CFPs) são um conjunto de condições de fronteira que são frequentemente escolhidas para aproximar um sistema grande (infinito) usando uma pequena peça chamada célula unitária. CFPs são frequentemente usadas em simulações de computador e modelos matemáticos. A topologia da CFP bidimensional é igual à de um mapa de alguns jogos de vídeo; a geometria da célula unitária satisfaz o revestimento bidimensional perfeito e, quando um objeto passa por um lado da célula unitária, ele reaparece no lado oposto com a mesma velocidade. Em termos topológicos, o espaço feito pelas CFPs bidimensionais pode ser pensado como sendo mapeado em um toro (compactificação). Os grandes sistemas aproximados pelas CFPs consistem em um número infinito de células unitárias. Em simulações de computador, uma delas é a caixa de simulação original e outras são cópias chamadas imagens. Durante a simulação, apenas as propriedades da caixa de simulação original precisam ser registradas e propagadas. A convenção de imagem mínima é uma forma comum de contabilidade de partículas CFP em que cada partícula individual na simulação interage com a imagem mais próxima das partículas restantes no sistema.
Um exemplo de condições de fronteira periódicas pode ser definido de acordo com as funções {\displaystyle \phi :\mathbb {R} ^{n}\to \mathbb {R} } por
{\displaystyle {\frac {\partial ^{m}}{\partial x_{1}^{m}}}\phi (a_{1},x_{2},...,x_{n})={\frac {\partial ^{m}}{\partial x_{1}^{m}}}\phi (b_{1},x_{2},...,x_{n}),}
{\displaystyle {\frac {\partial ^{m}}{\partial x_{2}^{m}}}\phi (x_{1},a_{2},...,x_{n})={\frac {\partial ^{m}}{\partial x_{2}^{m}}}\phi (x_{1},b_{2},...,x_{n}),}
{\displaystyle ...,}
{\displaystyle {\frac {\partial ^{m}}{\partial x_{n}^{m}}}\phi (x_{1},x_{2},...,a_{n})={\frac {\partial ^{m}}{\partial x_{n}^{m}}}\phi (x_{1},x_{2},...,b_{n})}
Sendo m = 0, 1, 2, ... e para constantes {\displaystyle a_{i}} e {\displaystyle b_{i}}.
Na simulação de dinâmica molecular, as CFPs são geralmente aplicadas para calcular gases a granel, líquidos, cristais ou misturas. Uma aplicação comum que utiliza CFP para simular macromoléculas solvatadas num banho de solvente explícito. As condições de fronteira Born-von Karman são condições de fronteira periódicas para um sistema especial.